# Велке Біловиці
Велке Біловиці (чеськ. Velké Bílovice [ˈvɛlkɛː ˈbiːlovɪtsɛ]) — місто в Чехії в районі Бржецлав Південноморавського краю. Це найбільше виноградарське місто в Чехії з більш ніж 770 гектарами виноградників (2023).

## Галерея
|  |  |
|  |  |
|  |  |
|  |  |